# Crimen en el entreacto
Crimen en el entreacto es una película española de drama estrenada en 1954, coescrita y dirigida por Cayetano Luca de Tena, en la que fue su única película para la pantalla grande, y protagonizada en el papel principal por Fernando Rey.

## Sinopsis
Durante la representación teatral del Hamlet de William Shakespeare, es asesinada en plena función la actriz que interpreta el papel de Ofelia. Entre los sospechosos están su propio marido, el primer actor y un galán de la compañía.

## Reparto
- Fernando Rey
- Carolina Jiménez
- Guillermo Marín
- Mario Berriatúa
- Manuel Guitián
- Manuel Aguilera
- Fernando Aguirre
- Luis Torrecilla
- Rafael Bardem
- Concha López Silva
- José Cuenca
- Pilar Muñoz
- Casimiro Hurtado
- Manuel Kayser
- Miguel Miranda
- Fulgencio Nogueras
- Asunción Sancho
- María Martín